# Ołeksandr Liwszyc
Ołeksandr Illicz Liwszyc (ukr. Олександр Ілліч Лівшиць, ur. 8 grudnia 1959 w Krzywym Rogu) – ukraiński biznesmen i działacz sportowy, właściciel i prezes klubu piłkarskiego Krywbas Krzywy Róg.

## Życiorys
Jako działacz sportowy w 2007 zaangażował się w pracę w klubie Krywbas Krzywy Róg, w którym został wybrany honorowym prezesem.